# Квациус, Иоанн
Иоанн Квациус (нем. Johann Quatius) — силезский педагог и духовный писатель XVII века. Придерживался лютеранского вероисповедания. Точные даты жизни неизвестны. В одном из источников упоминается под фамилией Квант.
Биографических сведений о нём практически не сохранилось. Известен преимущественно своей работой в Риге в 1690-е гг., в ходе которой, в частности, выпустил учебное пособие «Первая книга, или Христианское учение о божественном начале в преподавании и учении, размышлении, жизни и смерти» (нем. Das erste Buch, oder Christliche Uebung der Gottseligkeit im Lehren und Lernen, Glauben, Leben und Sterben etc.; Рига, июль 1694). В этой книге он рассказывал, что якобы был слепым, но в возрасте 62 лет благодаря помощи Бога вновь обрёл зрение, что и побудило его написать эту книгу. Известно, что вскоре публикации книги и получения за неё гонорара он вернулся в немецкую Силезию.